# Farní sbor Českobratrské církve evangelické v Poličce

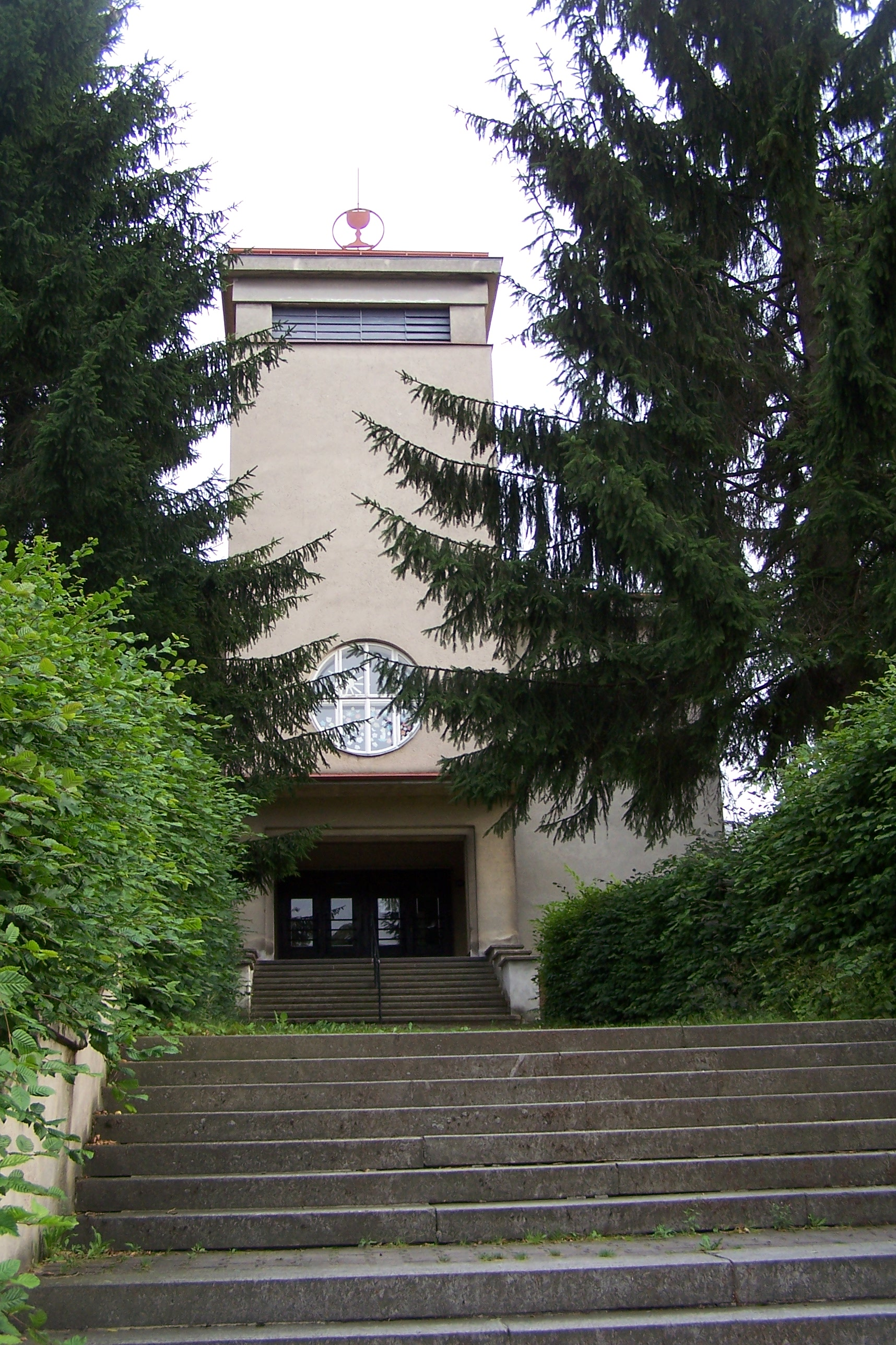
Kostel, nábřeží Svobody č. p. 506

Farní sbor Českobratrské církve evangelické v Poličce je sborem Českobratrské církve evangelické v Poličce. Sbor spadá pod poličský seniorát.
Farářem sboru je farář Jiří Tengler, kurátorkou sboru je Hana Bartošová.

## Faráři sboru
- Jan Sládek (1962–1994)
- Jiří Tytl, administrátor z Borové (1994–1996)
- Jan Dus (1996–2010)
- Lukáš Pešout, administrátor z Telecího (2010–2011)

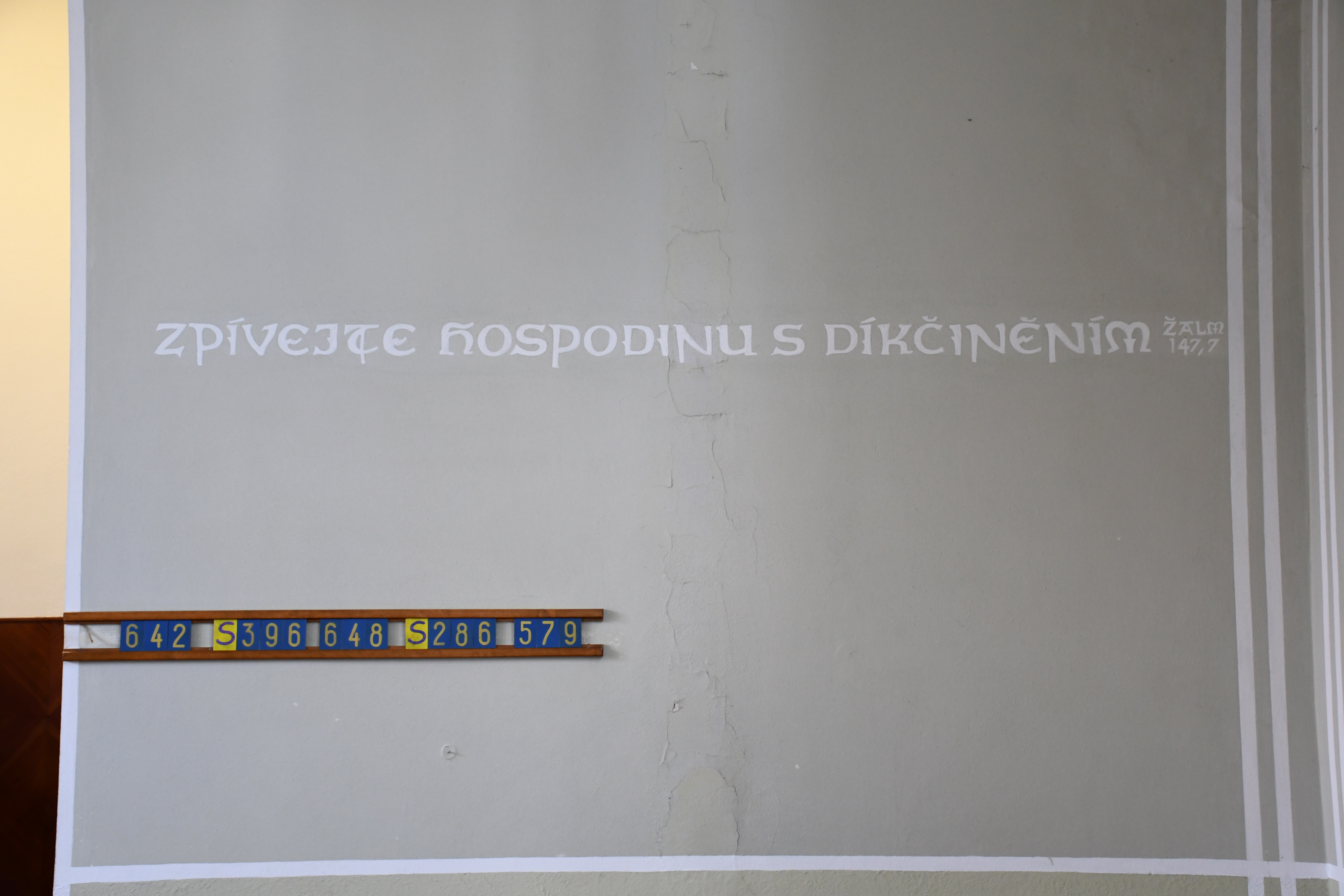
Úryvek ze 147. žalmu v Evangelickém kostele v Poličce

- Jiří Tengler (2011–)